# Modulació per impulsos codificats

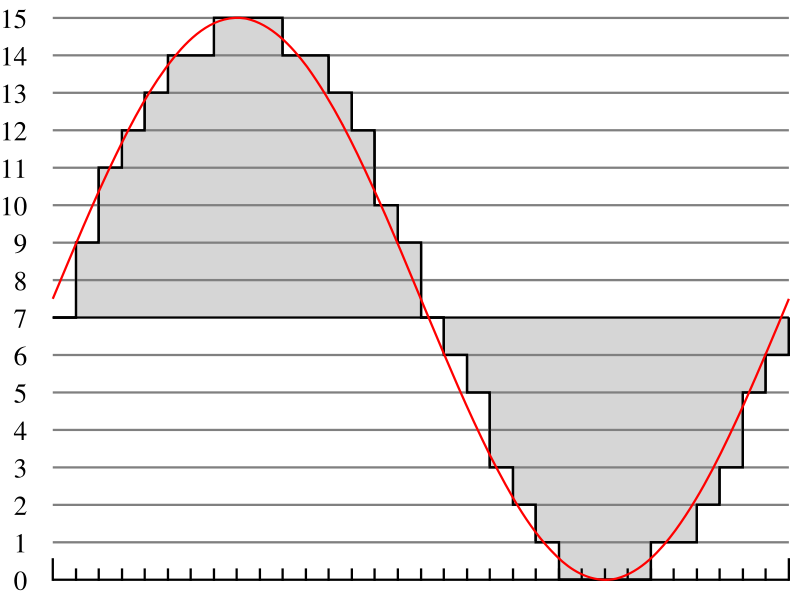
Mostratge i quantificació d'un senyal amb un sistema PCM de 4 bits

La modulació per impulsos codificats o PCM (de l'anglès, Pulse Code Modulation) és un procediment de modulació utilitzat per transformar un senyal analògic en una seqüència de bits.
Un cop els avenços tecnològics del segle xx van portar a l'ésser humà a tenir la capacitat de digitalitzar la informació d'àudio, PCM va ser un dels primers mètodes per aconseguir tal objectiu.
PCM és un algorisme que codifica les mostres del senyal i que en permet recuperar quasi perfectament la forma d'ona en el receptor. Les característiques generals són:
- Algorismes estàndard i de complexitat baixa
- No introdueixen pràcticament retard algorísmic

PCM és un procediment de modulació on un senyal analògic és sotmès a tres etapes: mostreig, quantificació i codificació. Primer es mostreja el senyal cada cert període regular de temps a través d'impulsos amb la qual cosa s'aconsegueix transformar un senyal analògic en un senyal discret. Un cop s'obtenen aquestes mostres del senyal, es procedeix a quantificar. Aquesta quantificació consisteix a assignar a un valor discret cert nivell de tensió i pot ser "midriser" (si el pas per zero és en vertical. No és adequat si el senyal és sorollós) o "midthread" (si el pas per zero és en horitzontal). El senyal descodificat tindrà més o menys qualitat depenent de la quantitat de bits utilitzats en aquest procés. Després de la quantificació, a cada valor obtingut se li assigna un codi en format binari. A aquest procés d'assignació de bits se l'anomena codificació. Un cop codificat el senyal, es pot enregistrar en diferents tipus de formats digitals que utilitzin aquest sistema (el CD, per exemple).

## Classificació
Distingim diferents tipus de codificació PCM:

### PCM uniforme
El paràmetre a quantificar és l'amplitud del senyal i, com diu el nom, el pas de quantificació és uniformement distribuït. Aquests paràmetres són: 
N.nivells: {\displaystyle 2^{Nbits}}
Marge dinàmic {\displaystyle =2\cdot x_{\text{max}}}
Pas quantificació: {\displaystyle \Delta ={\frac {2\cdot x_{\text{max}}}{N}}}
Error de quantificació: {\displaystyle e_{Q}=x_{Q}[n]-x[n]}
Zona d'error granular: {\displaystyle \|e_{Q}[n]\|\leq {\frac {\Delta }{2}}}
Relació senyal/soroll: {\displaystyle {\text{SNR}}=10\cdot \log _{10}\left({\frac {\sigma _{x}^{2}}{\sigma _{Q}^{2}}}\right)}
Si {\displaystyle e_{Q}[n]} està uniformement distribuït: {\displaystyle \sigma _{Q}^{2}={\frac {\Delta ^{2}}{12}}}
Variància senyal: {\displaystyle x_{\text{max}}=4\cdot \sigma _{x}}
Zona de saturació: SNR(dB) = 6.02·NBits − 7.21 

### PCM no-uniforme
Es basa en el següent raonament en funció de l'entropia del senyal:
- Més nivells per a les amplituds més probables
- Menys nivells per a les amplituds menys probables

Això és degut al fet que en senyals de veu els valors d'amplituds petites són més probables i són més importants per a la percepció de la parla que els valors grans.

### PCM logarítmic
Com bé es pot deduir del nom, la quantificació de la codificació PCM logarítmica segueix una funció de tipus logarítmic, és a dir, és equivalent a aplicar una compressió/expansió de les amplituds i una quantificació uniforme.
Aquest tipus de codificació s'utilitza en telefonia i es coneix amb el nom de Llei-A a Europa i Llei-μ al Japó i Amèrica.

### Altres variants
Existeixen altres tipus de codificacions PCM tals com:
- DPCM (PCM diferencial)
- DM (Modulació delta)
- ADPCM sub-banda

## Mostreig
Consisteix a prendre mostres (mesures) del valor del senyal n vegades per segon, de manera que tindran n nivells de tensió en un segon.
Per a un canal telefònic de veu és suficient prendre 8.000 mostres per segon, o, cosa que és el mateix, una mostra cada 125 μs. Això és així perquè, d'acord amb el teorema de mostreig, si es prenen mostres d'un senyal elèctric continu a intervals regulars i amb una freqüència doble a la freqüència màxima que es vulgui mostrejar, les mostres de contenir tota la informació necessària per reconstruir el senyal original.
Com que en aquest cas tenim una freqüència de mostreig de 8 kHz (període 125 μs), seria possible transmetre fins a 4 kHz, suficient per tant per al canal telefònic de veu, on la freqüència més alta transmesa és de 3,4 kHz. El temps de separació entre mostres (125 μs) podria ser destinat al mostreig d'altres canals mitjançant el procediment de multiplexació per divisió de temps (TDM).

## Canal
Per a les emissions de ràdio i televisió, el canal admet la variació elèctrica d'una ona electromagnètica emesa des de la torre transmissora i afegeix soroll a la comunicació. L'ona electromagnètica és la portadora. Les petites variacions elèctriques que representen el senyal d'informació modulen el portador canviant les seves propietats físiques. La modulació d'amplitud (la "AM" a la ràdio AM) modifica l'energia de l'ona portadora electromagnètica, mentre que la modulació de freqüència, utilitzada per a les emissions de PM i TV, modifica la seva freqüència.

## Soroll
Mentre un senyal passa de la font al receptor, està influenciat per l'entorn físic circumdant. Un llamp ofegarà un senyal de ràdio AM de la mateixa manera que un tambor ofegarà la parla. El senyal d'informació encara hi és, però està emmascarat pel senyal més gran i no pot ser detectat pel receptor, de la mateixa manera que l'oïda no pot detectar un to més suau emmascarat per un de més fort proper. "Soroll"
És una modulació no desitjada de la portadora la presència de la qual interfereix amb la detecció del senyal desitjat. El soroll d'una persona és el senyal d'una altra persona. Normalment pensem en una conversa telefònica d'una altra línia que es filtra a la nostra línia telefònica com a soroll, encara que les altres parts tenen una opinió diferent. La companyia telefònica anomena a això "interferència co-canal". El soroll, la interferència, està sempre present en tots els canals de comunicació i corromp totes les comunicacions. Fa que el receptor cometi errors en la descodificació del senyal transmès. Aquests errors de canal limiten l'eficiència del sistema de comunicació. La codificació de canals és un mètode per recuperar la informació que ha estat corrompuda pel soroll.

## Capacitat del canal
Cada canal de comunicació pot transmetre una determinada quantitat d'informació sense errors, però no més. El nombre de bits per segon que un canal pot transmetre sense errors s'anomena capacitat de canal. La capacitat del canal disminueix a mesura que augmenta la quantitat de soroll i augmenta a mesura que augmenta l'energia del senyal utilitzada per modular la portadora. Per als canals de ràdio, la capacitat del canal és proporcional a l'amplada de banda de freqüència del canal. La noció de capacitat del canal és molt general i es pot utilitzar per descriure qualsevol sistema de comunicació.

## Codificació de canals
La fiabilitat que ha de ser un enllaç de comunicació està relacionada amb la importància de la informació que es transmet. Una mesura de fiabilitat és la taxa d'error de bits mitjana, que es mesura per la relació de bits falsos detectats amb el nombre total de bits detectats al receptor. La codificació del canal augmenta la probabilitat de detecció correcta dels bits d'informació al receptor afegint redundància estructurada a la informació transmesa. Aquesta és l'única manera d'evitar o corregir els errors que es deriven del soroll del canal.